# 布拉迪斯拉发表演艺术学院
布拉迪斯拉发表演艺术学院 (缩写VŠMU；英语：Academy of Performing Arts in Bratislava)是位于斯洛伐克首都布拉迪斯拉发的一所公立艺术类大学，成立于1949年6月9日，下辖三个院系。